# Élections législatives de 1973 dans le Jura
Les élections législatives françaises de 1973 se déroulent les 4 et 11 mars 1973. Dans le département du Jura, deux députés sont à élire dans le cadre de deux circonscriptions.

## Élus
| Circonscription | Député sortant                              | Parti | Parti | Député élu ou réélu | Parti | Parti |
| --------------- | ------------------------------------------- | ----- | ----- | ------------------- | ----- | ----- |
| 1re             | René Feït                                   |       | RI    | René Feït           |       | RI    |
| 2e              | Henri Jouffroy suppléant de Jacques Duhamel |       | CDP   | Jacques Duhamel     |       | CDP   |

## Résultats

### Résultats à l'échelle du département
| Parti                 | Parti                             | Premier tour | Premier tour | Second tour | Second tour | Sièges |
| Parti                 | Parti                             | Voix         | %            | Voix        | %           | Sièges |
| --------------------- | --------------------------------- | ------------ | ------------ | ----------- | ----------- | ------ |
|                       | Centre démocratie et progrès      | 29 597       | 25,48        | 34 927      | 29,23       | 1      |
|                       | Républicains indépendants         | 17 473       | 15,04        | 24 904      | 20,84       | 1      |
|                       | Divers droite                     | 7 597        | 6,54         |             |             | 0      |
|                       | Union des républicains de progrès | 54 667       | 47,06        | 59 831      | 50,06       | 2      |
|                       |                                   |              |              |             |             |        |
|                       | Parti socialiste                  | 21 124       | 18,19        | 49 766      | 41,64       | 0      |
|                       | Parti communiste français         | 18 263       | 15,72        | Retrait     | Retrait     | 0      |
|                       | Parti socialiste unifié           | 2 119        | 1,82         |             |             | 0      |
|                       | Union de la gauche                | 41 506       | 35,73        | 49 766      | 41,64       | 0      |
|                       |                                   |              |              |             |             |        |
|                       | Mouvement réformateur             | 16 307       | 14,04        | 9 913       | 8,29        | 0      |
|                       | Divers                            | 2 140        | 1,84         |             |             | 0      |
|                       | Lutte ouvrière                    | 1 533        | 1,32         | 0           |             |        |
|                       |                                   |              |              |             |             |        |
| Inscrits              | Inscrits                          | 147 594      | 100,00       | 147 470     | 100,00      | 2      |
| Abstentions           | Abstentions                       | 29 166       | 19,76        | 25 929      | 17,58       |        |
| Votants               | Votants                           | 118 428      | 80,24        | 121 541     | 82,42       |        |
| Blancs et nuls        | Blancs et nuls                    | 2 275        | 1,92         | 2 031       | 1,67        |        |
| Exprimés              | Exprimés                          | 116 153      | 98,08        | 119 510     | 98,33       |        |
| Source : Data.gouv.fr |                                   |              |              |             |             |        |

### Résultats par circonscription

#### Première circonscription (Lons-le-Saunier)
| Candidat       | Candidat                    | Parti          | Premier tour | Premier tour | Second tour | Second tour |  |
| Candidat       | Candidat                    | Parti          | Voix         | %            | Voix        | %           |  |
| -------------- | --------------------------- | -------------- | ------------ | ------------ | ----------- | ----------- |  |
|                | René Feït sortant réélu     | RI (UDR)       | 17 473       | 31,14        | 24 904      | 41,94       |  |
|                | Louis Jaillon               | CD (MR)        | 12 499       | 22,28        | 9 913       | 16,69       |  |
|                | René Colin                  | PS (UGSD)      | 9 933        | 17,7         | 24 568      | 41,37       |  |
|                | Henri Auger                 | PCF            | 8 684        | 15,48        | Retrait     | Retrait     |  |
|                | Jean Vincent                | Divers droite  | 3 260        | 5,81         |             |             |  |
|                | Gaston Bourgeois-République | Divers         | 2 140        | 3,81         |             |             |  |
|                | Jean Pétiard                | PSU            | 2 119        | 3,78         |             |             |  |
|                |                             |                |              |              |             |             |  |
| Inscrits       | Inscrits                    | Inscrits       | 73 380       | 100,00       | 73 268      | 100,00      |  |
| Abstentions    | Abstentions                 | Abstentions    | 16 052       | 21,88        | 13 137      | 17,93       |  |
| Votants        | Votants                     | Votants        | 57 328       | 78,12        | 60 131      | 82,07       |  |
| Blancs et nuls | Blancs et nuls              | Blancs et nuls | 1 220        | 2,13         | 746         | 1,24        |  |
| Exprimés       | Exprimés                    | Exprimés       | 56 108       | 97,87        | 59 385      | 98,76       |  |

#### Deuxième circonscription (Dole)
| Candidat       | Candidat                      | Parti          | Premier tour | Premier tour | Second tour | Second tour |  |
| Candidat       | Candidat                      | Parti          | Voix         | %            | Voix        | %           |  |
| -------------- | ----------------------------- | -------------- | ------------ | ------------ | ----------- | ----------- |  |
|                | Jacques Duhamel sortant réélu | CDP (URP)      | 29 597       | 49,29        | 34 927      | 58,09       |  |
|                | Jean-Pierre Santa-Cruz        | PS (UGSD)      | 11 191       | 18,64        | 25 198      | 41,91       |  |
|                | Pierre Genestier              | PCF            | 9 579        | 15,95        | Retrait     | Retrait     |  |
|                | Émile Fumey                   | Divers droite  | 4 337        | 7,22         |             |             |  |
|                | Robert Potier                 | MR             | 3 808        | 6,34         |             |             |  |
|                | Gérard Jeannin                | LO             | 1 533        | 2,55         |             |             |  |
|                |                               |                |              |              |             |             |  |
| Inscrits       | Inscrits                      | Inscrits       | 74 214       | 100,00       | 74 202      | 100,00      |  |
| Abstentions    | Abstentions                   | Abstentions    | 13 114       | 17,67        | 12 792      | 17,24       |  |
| Votants        | Votants                       | Votants        | 61 100       | 82,33        | 61 410      | 82,76       |  |
| Blancs et nuls | Blancs et nuls                | Blancs et nuls | 1 055        | 1,73         | 1 285       | 2,09        |  |
| Exprimés       | Exprimés                      | Exprimés       | 60 045       | 98,27        | 60 125      | 97,91       |  |